# Yongji
Yongji (永济市S, YǒngjìP) è una città-contea della Cina, situata nella provincia dello Shanxi e amministrata dalla prefettura di Yuncheng.